# فضائح إساءة المعاملة في سجون العراق
بعد ستة أشهر تقريبًا من غزو الولايات المتحدة للعراق سنة 2003، بدأت تظهر أقاويل حول حدوث فضائح تتعلق بسوء المعاملة في السجون العراقية. ووقعت حوادث الاعتداء الأشهر في سجن أبو غريب الكبير. ونُشرت صور لبعض حوادث الاعتداء تلك على الملأ. ووُثقت حوادث اعتداء أقل شهرة في السجون الأمريكية في جميع أنحاء العراق.

## الجدول الزمني للأحداث
وفقًا لصحيفة واشنطن بوست فإن قوات التحالف استخدمت بانتظام أساليب «تشبه التعذيب» في أثناء استجواب المشتبه بهم. وذُكر أن هذه الأساليب استُخدمت ضد السجناء للعثور على مخبأ صدام حسين في عملية «الفجر الأحمر». واتُهمت القوات البريطانية أحيانًا بإساءة معاملة المحتجزين العراقيين. وتنتهك هذه المعاملة المادة 17 من اتفاقية جنيف الثالثة والسياسات الرسمية للولايات المتحدة الأمريكية وبريطانيا بشأن الحرب. ورغم الشكاوى العديدة التي قدمتها منظمة العفو الدولية ومنظمات حقوق الإنسان، استغرق الأمر عامًا قبل أن يُحاكم أول جندي أمريكي أمام محكمة عسكرية بسبب تصرفات الاعتداء على العراقيين.

### تاريخ غير معروف
جرى التحقيق مع 8 من جنود البحرية الأمريكية، بسبب إساءة تصرفهم ووفاة أحد السجناء خارج الناصرية.
سُربت صورة لسابرينا هارمان تبتسم وتشير إلى جثمان «مناضل الجمادي» وقيل إن جمادي ضُرب حتى الموت في أثناء الاستجواب في حمامات السجن. وأشارت شهادات الوفاة مرارًا إلى وفاة السجناء «في أثناء نومهم»، أو وإلى «أسباب طبيعية». ولا يُسمح للأطباء العراقيين بالتحقيق في وفاة السجناء، حتى لو زُعم تزوير شهادات الوفاة. ولم يبلغ عن أي تحقيقات ضد أطباء عسكريين أمريكيين زعموا أنهم زوروا شهادات وفاة.

### ربيع 2003
ذكر ضابط أمريكي مخضرم أنه شاهد تعذيب الصحفيين والكتاب في جميع أنحاء العراق وكذلك إقليم كردستان. وكثيرًا ما أحرج كتاب منظمة «بلا حدود» الحكومة العراقية تكرارًا في تقارير تشمل النساء والعراقيين المهمشين من جميع أنحاء البلد، خاصةً بغداد وكركوك وصلاح الدين والموصل.
أفاد الجندي المخضرم «فرانك جريج فورد» أنه شهد جرائم حرب في مدينة سامراء العراقية. ووفقًا لفورد، شارك العديد من أفراد وحدته الخاصة 204 في تعذيب محتجزين عراقيين لا تتجاوز أعمارهم 14 عامًا.
توفيت السيدة كارين الموفقية في البصرة حين كانت تحت رعاية بريطانيا. أما التفاصيل المتعلقة بالتحقيق فغير معروفة.
أُلقي القبض على غاري بارتلام، جندي بريطاني من اللواء المدرَّع السابع، بعد تقديمه فيلمًا إلى متجر للأفلام المصوَّرة في «تامورث»، إنكلترا وهو في إجازة. وتظهر الصور أسيرًا عراقيًا مكممًا، معلقًا بحبل في رافعة شوكية، وتظهر صور أخرى سجناء يُجبرون على ممارسة أفعال جنسية. وأدين بارتلام وجنديان آخران أمام محكمة عسكرية بتهمة الاعتداء، وأُطلق سراح جندي رابع.
اتهم الرائد الأمريكي ري بيستر المقدم البريطاني تيم كولينز بالمسؤولية عن إساءة معاملة المدنيين وأسرى الحرب العراقيين وبرأت وزارة الدفاع المتهم من جميع التهم.

### مايو 2003
في حوادث منفصلة، أعلنت الشرطة العسكرية الملكية أن راضي ناتنا توفي نتيجة نوبة قلبية في أثناء احتجازه في بريطانيا، لكنه وفقًا لأسرته لم يكن يعاني أي اضطراب في القلب، واعتقلت فرقة المراقبة السوداء الشاب «أحمد جابر كريم علي» ذا الـ 17 عامًا في البصرة، الذي غرق بعد أن أُمر بالسباحة عبر نهر مع أنه لا يستطيع السباحة، وفقًا لصديقه إياد سالم حنون.
أساء الجنود الاحتياطيون معاملة السجناء في معسكر بوكا، وقُدموا لاحقًا إلى محكمة عسكرية.
أفاد العميد إينيس وايتهيد أن الرقيب أول ليزا ماري جيرمان، من قوات الدولة، ركلت سجينًا مرارًا وتكرارًا في الفخذ والبطن والرأس، وشجعت جنودها على فعل نفس الشيء.
أفاد المقدم فيك هاريس أن الرقيب سكوت أ. ماكنزي الذي عمل في سجن على غرار معسكر إدارة الإصلاح في بنسلفانيا، والاختصاصي تيموثي ف. كنجار قد أمسك أرجل السجناء وركلهم، وشجع الآخرين على ركلهم في فخذهم، وداس على أذرعهم المصابة سابقًا، وأدلى بشهادة كاذبة تحت القسَم أمام قسم التحقيقات الجنائية في الجيش. وقد سُرحوا من الخدمة تحت بند «جنرال في ظروف مشرفة»، وأُمروا بالتنازل عن رواتبهم مدة شهرين، ثم أُعيدوا إلى الولايات المتحدة.
تلقت الرقيبة شونا إدموندسون، المتورطة أيضا في القضية، تسريحًا دون مرتبة الشرف بعد أن طلبت ذلك بدلًا من المثول أمام محكمة عسكرية.
نُقل عن حسام شلتوت أن الإساءة في معسكر بوكا كانت مماثلة للاعتداء في سجن أبو غريب، وإن تعذيبه شمل وضع عقارب على جسده.

### يوليو - ديسمبر 2003
اعتقلت القوات الأمريكية عائلة ملازم أول مجهول لإجباره على تسليم نفسه.
تفيد تقارير بأن أعضاء برلمانيين متورطون في انتهاكات سجن أبو غريب. وثمة ادعاءات بأن مقاولين من القطاع الخاص ساهموا فيها أيضًا وأن وكالات استخبارات مثل وكالة المخابرات المركزية أمرتهم بالقيام بذلك من أجل إحضار السجناء لاستجوابهم. ويقال إنها أعمال معتادة في السجون الأمريكية، كما في أفغانستان وغوانتانامو.
قدمت اللجنة الدولية للصليب الأحمر تقريرًا مفصلًا إلى الجيش الأمريكي في أكتوبر 2003 بشأن التجاوزات في السجون، وذكر رئيس الصليب الأحمر أنه أبلغ كبار أعضاء إدارة بوش بالتجاوزات خلال اجتماع عُقد في البيت الأبيض في يناير 2004. تقدم جندي في ذلك الشهر بصور لسوء المعاملة التي وجدها مزعجة، أظهر بعضها تكدس السجناء في هرم بشري، مع ظهور جلد السجين بوضوح مكتوبًا عليه باللغة الإنجليزية. وظهر سجين آخر أنه أُجبر على الوقوف على صندوق وأسلاك مربوطة برأسه ويديه، وقيل له إنه إذا سقط من الصندوق سيُصعق بالكهرباء. وشملت الصور التي نُشرت للجمهور لاحقًا شخصًا اعتدى عليه كلب حراسة، ووصفه الجندي المتورط بأنه مفيد لتخويف السجناء. وأفيد أيضًا بأن عراقيًا عمل مترجمًا اغتصب سجينًا ذكرًا قاصرًا في حين كانت جندية تلتقط صورًا له. لم توجه أي تهم للمشتبه به لأنه لا يخضع للقضاء العسكري، ومن المشكوك فيه أنه سيوجه إليه أي تهم.
قال السيد دونالد رامسفيلد إن الجيش والحكومة لم يُبلغا إلا في يناير وليس بالتفصيل. في يناير 2004، أصدرت القيادة المركزية للولايات المتحدة بيانًا صحفيًا جاء فيه أن تحقيقًا قد شُرع فيه ردًا على ادعاءات تتعلق بإساءة معاملة محتجزين في موقع غير محدد، تبين لاحقًا أنه سجن أبو غريب.
في مارس 2004، وجهت إلى 6 جنود في أبو غريب تهمة التقصير في أداء الواجب والقسوة وسوء المعاملة والاعتداء الجنسي. وأُوقف 17 آخرون عن العمل، من ضمنهم ضباط السجن السبعة. وأوصى بالانضباط للعميد جين جانيس كاربينسكي، قائد اللواء الثامن. وذكر الصليب الأحمر، الذي كان بإمكانه الوصول إلى هذه السجون، أن حالات التعذيب ليست انحرافات بل هي منهجية. وقد حاول بعض الضباط الدفاع عن أنفسهم بقولهم إنهم يقومون بواجبهم فقط.
في استجابة للشكاوى المستمرة بدأت المؤسسة العسكرية الأمريكية برنامجًا لإصلاح أنظمة الاعتقال والعلاج. ومن المتوقع أن تزيد الإصلاحات من الضمانات المتعلقة بحقوق السجناء، لضمان حصول كل سجين على نسخة من أمر اعتقاله، وتوضيح التهم الموجهة إليه في غضون 72 ساعة. ويزعمون إضافة إلى ذلك نشر معلومات عن المحتجزين على الملأ لكي يعرف أفراد أسرهم ما حدث لأحبائهم. وأُجريت الإصلاحات في مارس 2004.